# István Gyenesei
Dans le nom hongrois Gyenesei István, le nom de famille précède le prénom, mais cet article utilise l’ordre habituel en français István Gyenesei, où le prénom précède le nom.
István Gyenesei, né le 1er avril 1948 à Kaposvár (comitat Somogy) et mort le 21 mars 2024, est un homme politique hongrois. Il est ministre des Affaires locales de 2008 à 2009, dans le gouvernement du Premier ministre Ferenc Gyurcsány.